# Xerxes av Pontus
Xerxes av Pontus, levde 64 f.Kr., var en pontisk prins, son till kung Mithridates VI Eupator av Pontus.